# Sidney Lee
Sir Sidney Lee (Londres, 5 de desembre de 1859 – íd., 3 de març de 1926), fou un biògraf i home de lletres anglès, un dels més importants consagrats al gènere.

## Biografia
Es va educar a l'Escola de la Ciutat de Londres i al Balliol College d'Oxford, on es va graduar en història moderna el 1882. A l'any següent va ser nomenat editor ajudant del famosíssim Dictionary of National Biography, ja el 1890 en va ser editor adjunt i, en retirar-se Sir Leslie Stephen el 1891, el va substituir. Lee va contribuir copiosament al Diccionari, escrivint ell mateix més de vuit-cents articles, sobretot sobre autors isabelins i homes d'estat. Li van interessar sobretot els estudis sobre Shakespeare; va publicar alguns treballs sobre el tema a The Gentleman's Magazine. El 1884 va publicar un llibre sobre Stratford-upon-Avon. El seu article sobre Shakespeare al Dictionary of National Biography va formar el fonament de la seva obra més important, A Life of William Shakespeare (1898), que va refer per la seva segona edició el 1905 i per la tercera el 1925. El 1902 va editar una edició facsímil del First folio amb les peces teatrals de Shakespeare, i el 1902 i 1904 va afegir diversos suplements amb detalls sobre les variants de les còpies existents; el 1906 va fer una edició completa del corpus shakespearià. El 1911 va ser nomenat sir.
Va escriure també una Life of Queen Victoria (1902), Great Englishmen of the Sixteenth Century (1904), que és un recull de les conferències que va pronunciar al Lowell Institute de Boston, Massachusetts, el 1903; i Shakespeare and the Modern Stage (1906).

## Obres
- A life of William Shakespeare, London: Smith, Elder, & Co., 1898; 2.ª ed. 1905; London: Murray, 1925, 3a ed.
- The dictionary of national biography: From the earliest times to 1900. Fundat el 1882 per George Smith; editat per Sir Leslie Stephen i Sir Sidney Lee. Oxford [etc.]: Oxford University Press, 1973-1981, 29 vols.
- Shakespeare and the modern stage: with other essays Londres: Constable, 1907.
- Queen Victoria: a biography, London: Smith, Elder, & Co., 1902.
- Great Englishmen of the Sixteenth Century London: Archibald Constable, 1904.
- Shakespeare’s Sonnets Facsímil de Sidney Llegeix de la primera edició de 1609 des de la còpia de la Malone Collection a la Biblioteca Bodleiana d'Oxford. Amb una introducció i bibliografia de Sidney Lee. Oxford: At the Clarendon Press, 1905.
- Principles of Biography (1911)
- Shakespeare and the Italian Renaissance (1915).
- Life of King Edward VII: A Biography, Londres 1925, 1927.